# Utah megye
Utah megye az Amerikai Egyesült Államokban, azon belül Utah államban található. Megyeszékhelye és legnagyobb városa Provo. Lakosainak száma 659 399 fő (2020. április 1.). Utah megye Salt Lake, Tooele, Wasatch, Juab, Sanpete, Carbon és Duchesne megyékkel határos.

## Népesség
A megye népességének változása:
| Lakosok száma | 519 605 | 530 126 | 539 888 | 551 891 | 575 205 | 659 399 |
|               | 2010    | 2011    | 2012    | 2013    | 2015    | 2020    |